# Славгородський Ігор Васильович
Славгородський Ігор Васильович (3 червня 1963 Горлівка, Донецька область, УРСР, СРСР — 13 грудня 2014 Київ) — український політик, голова Донецької обласної організації ВО «Свобода» (2013-2014). Єдиний кандидат від опозиційних сил за квотою ВО «Свобода» на 53-му виборчому окрузі на парламентських виборах 2014 року. 

## Біографія
Народився 3 червня 1963 року у Горлівці. З  1980 по 1985 навчався у Харківському інженерно-економічному інституті на хімічному факультеті за спеціальністю – економіка та організація хімічної промисловості. У 1992 році заочно закінчив Горлівський індустріальний технікум за спеціальністю «підземна розробка вугільних родовищ». В 2005-2009 розбудовував на Донеччині «Нашу Україну». Був єдиним кандидатом від опозиційних сил за квотою ВО «Свобода» на 53-му виборчому окрузі на парламентських виборах 2014 року. Посів четверте місце, його кандидатуру підтримало 2 841 виборця, що склало 3,11%. Також в 2012 році балотувався на виборах мера Єнакієвого. З 27 січня 2013 року очолив Донецьку обласну організацію «Свободи».  Працював помічником-консультантом народного депутата 7-го скликання Михайла Блавацького. Був одним із координаторів протестів Євромайдану на Донеччині. Балотувався парламентських виборах 2014 року за 53-ім виборчоим округом, голосування на якому відбулося лише на деяких дільницях у зв'язку з окупацією решти. Посів п'яте місце, його підтримало 2,26% виборців. Помер за нез'ясованих обставин 13 грудня 2014 року в лікарні №13 Києва. На тілі були виявлені суцільні гематоми.

## Зовнішні посилання
- Інтерв'ю з Ігорем Славгородським glavcom.ua